# Larnaka
Larnaka (gr. Λάρνακα, daw. Kition) – miasto w Republice Cypryjskiej, na południowo-wschodnim wybrzeżu wyspy. Stanowi ośrodek administracyjny dystryktu Larnaka. W 2011 roku liczyło 51 468 mieszkańców. W jego pobliżu jest ulokowany główny port lotniczy Cypru. W starożytności nazywało się Kition (stgr. Κίτιον, łac. Citium). Trzecie co do wielkości miasto kraju.

## Historia
Kition zostało założone przez fenickich kolonistów w XII wieku p.n.e. i było obok Kadyksu czy Kartaginy jedną z najstarszych fenickich kolonii. Było też fenicką ostoją na skolonizowanym głównie przez Greków starożytnym Cyprze. Stąd pochodził jeden z najsławniejszych filozofów starożytnej Grecji, twórca stoicyzmu, Zenon z Kition, który według Diogenesa Laertiosa był narodowości fenickiej.
Współczesna nazwa miasta pochodzi od greckiego słowa λάρναξ larnaks, oznaczającego naczynie, pojemnik lub sarkofag służące do przechowywania doczesnych szczątków zmarłego. Tutaj miał bowiem zostać pochowany św. Łazarz, który po wskrzeszeniu przez Jezusa trafił na Cypr, gdzie został założycielem miejscowej gminy chrześcijańskiej. Na miejscu jego grobu wznosi się najsłynniejszy zabytek miasta, kościół Ajos Lazaros z IX wieku.
W pobliżu Larnaki znajduje się meczet Hala Sultan, jedno z najświętszych miejsc islamu. Znajduje się tam grób ciotki Mahometa, Umm Haram.

## Zabytki

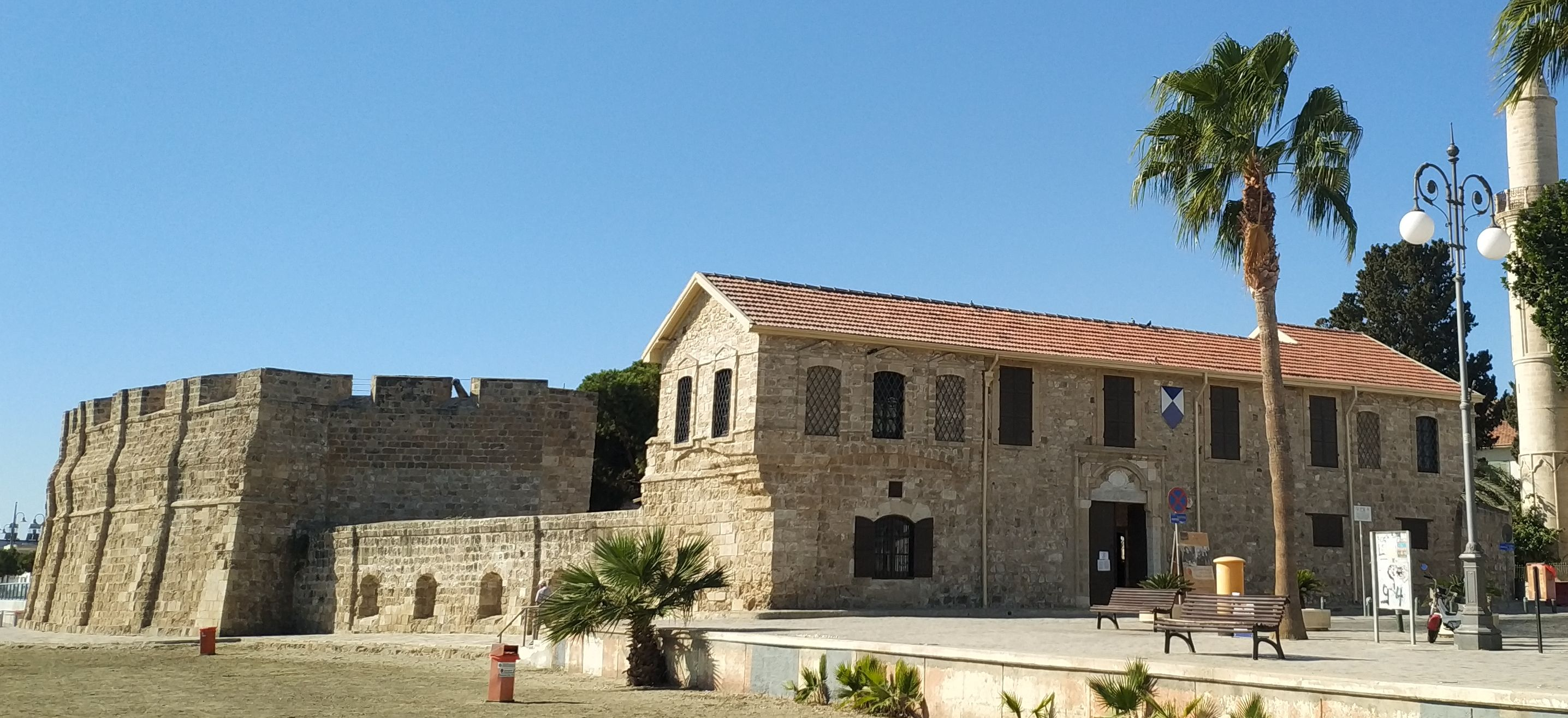
Widok na fort

- Fort zbudowany w XVII w. przez Turków, w którym mieści się muzeum z zabytkami z epoki starożytnej oraz Kamares, czyli akwedukt zbudowany w XVIII w. Innym znanym larnackim muzeum jest Muzeum Fundacji Pieridesa mieszczące się w budynku z XVIII w.
- Cerkiew św. Łazarza z IX w.
- Meczet Al-Kebir
- Meczet Hala Sultan Tekke[4]
- Ruiny starożytnego miasta Kition[4]

Na północny wschód od Larnaki, w odległości kilkunastu kilometrów, znajduje się brytyjska enklawa – baza wojskowa Dhekelia.

## Klimat
Larnaka znajduje się w strefie klimatu subtropikalnego typu śródziemnomorskiego, z bardzo łagodnymi zimami i długimi ciepłymi, częściowo gorącymi latami. Średnia roczna temperatura wynosi 24,7 °C w dzień i 14,5 °C w nocy.
Średnia temperatura dwóch miesięcy zimowych – stycznia i lutego wynosi wokół 17 °C w dzień i 7 °C w nocy, średnia temperatura morza wynosi 17–18 °C. Opady śniegu, jak i mróz nie występują. Średnia temperatura ośmiu miesięcy letnich, od kwietnia do listopada wynosi ponad 28 °C w dzień i 17 °C w nocy. W dwóch najcieplejszych miesiącach roku – lipcu i sierpniu, temperatury wynoszą zwykle od 31 do 34 °C w ciągu dnia, około 23 °C w nocy, a średnia temperatura morza wynosi 26–27 °C. Czerwiec, lipiec, sierpień i wrzesień to cztery miesiące ze średnią temperaturą ≥30 °C w dzień i około 20 °C lub więcej w nocy. W okresie od maja do listopada średnia temperatura morza wynosi ≥20 °C. Dwa miesiące – marzec i grudzień mają charakter przejściowy, ze średnią temperaturą 18–19 °C w ciągu dnia i około 9 °C podczas nocy, pod względem temperatury i nasłonecznienia przypominają nieco maj i wrzesień w Polsce. W Larnace, jak i w pozostałych miejscowościach na wybrzeżu Cypru, występują stosunkowo małe wahania temperatury, zarówno pomiędzy dniem a nocą oraz pomiędzy kolejnymi dniami.
Larnaka ma 38 dni deszczowych rocznie przy opadach ≥1 mm lub 59 dni deszczowych rocznie przy opadach ≥0,2 mm, od generalnie bezdeszczowego okresu od maja do września do około 8 dni deszczowych w grudniu i styczniu. Występuje tu 3357 godzin czystej słonecznej pogody rocznie, od 180 h (5,8 godziny dziennie, prawie 6 razy więcej niż w Polsce) w grudniu do 388 h (średnio 12,5 godziny czystego słońca na dobę) w lipcu.
| Miesiąc                                     | Sty  | Lut  | Mar  | Kwi  | Maj  | Cze  | Lip  | Sie  | Wrz  | Paź  | Lis  | Gru  | Roczna |
| ------------------------------------------- | ---- | ---- | ---- | ---- | ---- | ---- | ---- | ---- | ---- | ---- | ---- | ---- | ------ |
| Średnie temperatury w dzień [°C]            | 16,8 | 16,8 | 19,1 | 22,5 | 26,5 | 30,3 | 32,4 | 32,7 | 30,9 | 28,1 | 22,6 | 18,3 | 24,7   |
| Średnie dobowe temperatury [°C]             | 12,1 | 11,8 | 13,9 | 17,1 | 21,2 | 25,0 | 27,3 | 27,6 | 25,4 | 22,6 | 17,5 | 13,7 | 19,6   |
| Średnie temperatury w nocy [°C]             | 7,5  | 6,9  | 8,7  | 11,7 | 16,0 | 19,8 | 22,2 | 22,6 | 19,9 | 17,1 | 12,5 | 9,2  | 14,5   |
| Opady [mm]                                  | 77,6 | 40,9 | 34,4 | 17,7 | 8,8  | 2,7  | 0,6  | 0,4  | 7,1  | 13,8 | 53,1 | 94,5 | 351    |
| Średnia liczba dni z opadami                | 7,9  | 5,7  | 4,5  | 3,1  | 0,7  | 0,3  | 0,1  | 0,1  | 0,5  | 2,1  | 4,7  | 8,0  | 37,6   |
| Średnie usłonecznienie [h]                  | 195  | 209  | 239  | 267  | 332  | 378  | 388  | 366  | 312  | 276  | 216  | 180  | 3357   |
| Źródło: Department of Meteorology of Cyprus |      |      |      |      |      |      |      |      |      |      |      |      |        |

## Gospodarka
W mieście rozwinął się przemysł spożywczy oraz rafineryjny.

## Sport
- AEK Larnaka – klub piłkarski
- Alki Larnaka – klub piłkarski
- EPA Larnaka – klub piłkarski
- Nea Salamina Famagusta – klub piłkarski
- Pezoporikos Larnaka – klub piłkarski

## Rekreacja
Miasto, leżące nad brzegiem Morza Śródziemnego, posiada niewielką plażę, wzdłuż której przebiega promenada, tętniąca życiem zwłaszcza w nocy, oraz rozległą i długą plażę poza promenadą. Obie są piaszczyste.

## Miasta partnerskie
- Ajaccio
- Bratysława
- Glifada
- Gmina Haringey
- Iliupoli
- Larisa
- Leros
- Marrickville
- Nowosybirsk
- Pireus
- Poti
- Saranda
- Segedyn
- Trypolis
- Wenecja